# 松本祐香
松本 祐香（まつもと ゆうか）は、日本のキャスター。ジャーナリスト。研究者。

## 経歴
兵庫県出身。聖心女子大学文学部、早稲田大学政治経済学術院修了（修士）。東京大学大学院新領域創成科学研究科博士課程修了(博士)。現在、東京大学大学院教育学研究科研究員。中央大学招聘講師。大学在学中に英国ケンブリッジ、ロンドンに留学。1994年ミス・インターナショナル東日本代表、全日本準きもの女王、95年度ミス・アジアパシフィック日本代表。米国サンフランシスコ、香港在住を経て現在NHK国際放送局の英語キャスター。
国内外の災害被災地復興を取材。
日本舞踊花柳流の師範の資格を持つ。

## テレビ・ラジオ出演
- NHK教育テレビ「3か月英会話」
- フジテレビ系「タイガー・ウッズ100時間素顔の映像」
- CS系「BOOK TV NEWS」
- NHK国際放送ラジオジャパン英語ニュース
- NHK国際放送「News Today Asia」フラッシュニュースアナウンス
- NHK国際放送「Out and About」
- NHK国際放送「great gear」レポーター

## 著書
- 『心を揺さぶる!英語の名言』　PHP研究所、2006年、ISBN 4569652514
- 『ネイティブだったらこう言うね―気持ちが伝わる英語表現524 』（ティム・ナイトと共著）、PHP研究所、2002年、ISBN 4569621775
- 『やっぱ!ネイティブだったらこう言うね 仕事に遊びに使える英会話表現503』、PHP研究所、2004年
- 『犬のきもち』（翻訳、Roy,Jr. Blount著）　PHP研究所、2001年、ISBN 4569619010
- 『次の海外旅行ではこれは英語で話したい!―入国から観光・ショッピングまでの英語表現53』PHP研究所、2000年
- 『ワグナー先生の体当たり英会話 (ビジネス編)』（デイビッド・ワグナーと共著）、1999年 (PHP business library―Business)
- 『ワグナー方式英会話クリニック―旅先のコミュニケーション 』（翻訳、David Wagner著）2000年